# Stafford, Virginia
Stafford eller Stafford Courthouse är administrativ huvudort i Stafford County i Virginia. Vid 2010 års folkräkning hade Stafford 4 320 invånare. Domstolsbyggnaden i Stafford byggdes 1922–1923. Den föregående domstolsbyggnaden från 1840 revs 1922.